# Friedrich von Blankenheim
Friedrich von Blankenheim (* etwa 1355 auf der Kasselburg; † 1423 auf der Burg Ter Horst bei Utrecht) war als Friedrich II. Bischof von Straßburg und anschließend als Friedrich III. Bischof von Utrecht.

## Biografie

### Herkunft
Friedrich von Blankenheim stammte aus einem alten Adelsgeschlecht in der Eifel, dessen Familienschloss über dem gleichnamigen Ort liegt. Die ersten Ritter dieses Namens kommen im Anfang des 12. Jahrhunderts vor. Bereits als Jugendlicher wurde er Domherr in Straßburg und studierte Rechtswissenschaft in Paris.

### Bischof von Straßburg
Das Bistum Straßburg, das Blankenheim kaum 20-jährig kraft einer päpstlichen Bulle vom September 1373 betrat, befand sich besonders seit 1369 in einem trostlosen Zustand. So gab es sowohl Streit zwischen Mitgliedern des Münsterkapitels als auch bewaffnete Auseinandersetzungen mit der Stadt Straßburg um deren Freiheitsrechte. So war das erste Jahrzehnt seiner Zeit als Bischof durch die Verwüstung von 200 Dörfern und Verödung der Landstraßen gekennzeichnet. Andererseits konnte er erfolgreich am rechten Rheinufer für das Bistum wichtige Eigentumsrechte erwerben; z. B. Haslach im Kinzigtal sowie die Silberminen von Gengenbach.
Durch eine Allianz mit dem Markgraf von Baden, dem Graf von Württemberg, dem Herrn von Lichtenberg und weiteren Adelshäusern des Rheintales bemühte er sich die Macht der vom Kaiser geächteten Stadt zu brechen. In weitem Umkreis, nördlich und südlich von Straßburg, wurden die Dörfer besetzt, geplündert oder verbrannt; größere und kleinere Scharmützel und Ausfälle, Kämpfe um die Straßburger Rheinbrücke bezeichnen die Episoden des langwierigen Krieges. Da ein Sieg über die Stadt nicht gelang und Friedrich auch den gegenüber seinen Verbündeten eingegangenen Verpflichtungen nicht nachkommen konnte, wurde seine Position unhaltbar.
Deshalb übernahm er im Auftrag von König Wenzel und Papst Bonifatius IX. 1393 das Bistum Utrecht.

### Bischof von Utrecht
In Utrecht wirkte Blankenheim als Friedrich III. so segensreich, dass man ihn als einen der bedeutendsten Bischöfe bezeichnet hat. Er sicherte die weltliche und finanzielle Basis des Bistums und ordnete die Gerichtsbarkeit. Zur Verbesserung der Seelsorge hielt er zahlreiche Synoden ab, ließ neue Pfarrkirchen bauen, reformierte die Klöster und unterstützte die Windesheimer Chorherren. Hier entsagte er auch der Grafschaft von Blankenheim zu Gunsten einer Nichte Elisabeth von Boer. Friedrich war ein tätiger Fürst, dessen Eigenschaften als Krieger und Staatsmann seinem Land bis auf seine letzten Jahre vielfach zugutekamen. Von 1399 bis 1405 ließ er das Kloster Maria Magdalena in Wijk bij Duurstede errichten und besiedelte es mit Schwestern aus dem Kloster Schönensteinbach.
Die Urteile der früheren und späteren Chronisten und Historiker über diesen Prälaten sind in hohem Grade abweichend. Übereinstimmung herrscht nur über seine Kenntnisse in kanonischem Recht und seine Leutseligkeit. Im Krieg gegen Straßburg war er, so scheint es, schlecht beraten von seiner näheren Umgebung.